# (2161) Grissom
(2161) Grissom ist ein Asteroid des Hauptgürtels, der am 17. Oktober 1963 am Goethe-Link-Observatorium entdeckt wurde. Der Asteroid wurde nach dem US-amerikanischen Astronauten Gus Grissom (1926–1967) benannt, einem Mitglied der „Mercury Seven“.